# Symploce marshallae
Symploce marshallae är en kackerlacksart som beskrevs av Kumar 1975. Symploce marshallae ingår i släktet Symploce och familjen småkackerlackor.
Artens utbredningsområde är Ghana. Inga underarter finns listade i Catalogue of Life.